# メノウ (競走馬)
メノウ（Menow、1935年 - 1964年）は、アメリカ合衆国のサラブレッドの競走馬、および種牡馬。競走馬としてシャンペンステークスなどに優勝したほか、種牡馬としてトムフールらの父となった。

## 経歴
1935年にハル・プライス・ヘッドリーの持つボーモントファームで生まれたサラブレッドである。メノウはハルの所有のもとで競走馬となり、彼の息子であるデュバル・A・ヘッドリー調教師に預けられた。
1937年の2歳シーズンは6戦3勝、とくに当時の2歳最強決定戦フューチュリティステークスでは当時のダート6.5ハロン（約1307メートル）世界レコード記録となる1分15秒20の記録で優勝している。またこのほか、シャンペンステークスでは後にも何度と対戦するブルリーを破るなど、非常に充実した内容であった。この功績により、メノウは同年のアメリカ最優秀2歳牡馬として選出された。
1938年、3歳となったメノウはアメリカクラシック三冠路線へと向かうことになるが、程なくして距離の壁が立ちはだかってきた。初戦の一般戦こそ快勝するものの、距離が8.5ハロン（約1709メートル）に延びた翌戦では、かつて破ったはずのブルリーに敗れて3着に終わっている。ブルーグラスステークスでもブルリーと接戦を演じるが、レコード決着の末にクビ差の2着に敗れた。
陣営はそのまま牡馬クラシックの初戦ケンタッキーダービーへと出走させた。ブルリーが1番人気に推されるなか、メノウはスタートから先頭を確保し、最後の直線までレースを引っ張っていった。しかしそこで力尽き、勝ち馬ローリンから離された4着に終わった。
プリークネスステークスでも3着に終わったのち、メノウの陣営はメノウに長距離が向いていないと考え、12ハロン（約2414メートル）とさらに距離の延びるベルモントステークスへの出走は回避された。それに替わって出走したウィザーズステークスでは優勝を飾っている。
この年、メノウはシーズン後半にマサチューセッツハンデキャップ・ポトマックハンデキャップの2競走で優勝している。特にマサチューセッツハンデキャップでの勝利は、当時11連勝中であった東海岸の最強馬ウォーアドミラルを破る大金星であった。
その後、ハヴァードグレイス競馬場のハヴァードグレイスハンデキャップでシービスケットの3着に敗れたのを最後に引退した。

## 引退後
引退後はヘッドリーの牧場で種牡馬となった。1939年に活動を開始し、生涯で32頭のステークス競走勝ち馬に恵まれるなど、それなりの成功を収めた。
とくに名の挙がる産駒に、1949年生まれの牡馬トムフールがいる。同馬はクラシック路線にこそ乗れなかったものの、のちにニューヨークハンデキャップ三冠達成など顕著な競走成績を残した。また種牡馬としても大成功し、のちにトムフール系と呼ばれる一大父系を築き上げた。現在残っているメノウの父系は、ほとんどがこのトムフールを通したものである。
このほかでは、1949年のアメリカ二冠馬となったカポット、セリマステークスなどに優勝して1942年の最優秀2歳牝馬に選ばれたアスクメノウなどがいる。
メノウは1964年に死亡、29歳であった。その遺骸はボーモントファーム、現在のミルリッジファームに埋葬されている。

## 評価

### 主な勝鞍
※当時はグレード制未導入
1937年（2歳） 6戦3勝
シャンペンステークス、フューチュリティステークス
2着 - ワシントンフューチュリティステークス
1938年（3歳） 11戦4勝
ウィザーズステークス、マサチューセッツハンデキャップ、ポトマックハンデキャップ
2着 - ブルーグラスステークス

### 年度代表馬
- 1937年 - アメリカ最優秀2歳牡馬

## 血統

### 血統表
| メノウの血統（ファラリス系 / Cyllene 4x5x5=12.50%、 St. Simon 父内4x5=9.38%、 Domino 母内5x5=6.25%、 Isinglass 母内5x5=6.25%） | メノウの血統（ファラリス系 / Cyllene 4x5x5=12.50%、 St. Simon 父内4x5=9.38%、 Domino 母内5x5=6.25%、 Isinglass 母内5x5=6.25%） | メノウの血統（ファラリス系 / Cyllene 4x5x5=12.50%、 St. Simon 父内4x5=9.38%、 Domino 母内5x5=6.25%、 Isinglass 母内5x5=6.25%） | （血統表の出典）    | （血統表の出典） |
| 父 Pharamond II 1925 青鹿毛 イギリス                                                                                           | 父の父Phalaris 1913 青鹿毛 イギリス                                                                                            | Polymelus | Cyllene             | Cyllene          |
| 父 Pharamond II 1925 青鹿毛 イギリス                                                                                           | 父の父Phalaris 1913 青鹿毛 イギリス                                                                                            | Polymelus | Maid Marian         |                  |
| 父 Pharamond II 1925 青鹿毛 イギリス                                                                                           | 父の父Phalaris 1913 青鹿毛 イギリス                                                                                            | Bromus | Sainfoin            | Sainfoin         |
| 父 Pharamond II 1925 青鹿毛 イギリス                                                                                           | 父の父Phalaris 1913 青鹿毛 イギリス                                                                                            | Bromus | Cheery              |                  |
| 父 Pharamond II 1925 青鹿毛 イギリス                                                                                           | 父の母Selene 1919 鹿毛 イギリス                                                                                                | Chaucer | St. Simon           | St. Simon        |
| 父 Pharamond II 1925 青鹿毛 イギリス                                                                                           | 父の母Selene 1919 鹿毛 イギリス                                                                                                | Chaucer | Canterbury Pilgrim  |                  |
| 父 Pharamond II 1925 青鹿毛 イギリス                                                                                           | 父の母Selene 1919 鹿毛 イギリス                                                                                                | Serenissima | Minoru              | Minoru           |
| 父 Pharamond II 1925 青鹿毛 イギリス                                                                                           | 父の母Selene 1919 鹿毛 イギリス                                                                                                | Serenissima | Gondolette          |                  |
| 母 Alcibiades 1927 栗毛 アメリカ                                                                                               | 母の父Supremus 1922 鹿毛 アメリカ                                                                                              | Ultimus | Commando            | Commando         |
| 母 Alcibiades 1927 栗毛 アメリカ                                                                                               | 母の父Supremus 1922 鹿毛 アメリカ                                                                                              | Ultimus | Running Stream      |                  |
| 母 Alcibiades 1927 栗毛 アメリカ                                                                                               | 母の父Supremus 1922 鹿毛 アメリカ                                                                                              | Mandy Hamilton | John o'gaunt        | John o'gaunt     |
| 母 Alcibiades 1927 栗毛 アメリカ                                                                                               | 母の父Supremus 1922 鹿毛 アメリカ                                                                                              | Mandy Hamilton | My Sweetheart       |                  |
| 母 Alcibiades 1927 栗毛 アメリカ                                                                                               | 母の母Regal Roman 1921 栗毛 イギリス                                                                                           | Roi Herode | Le Samaritain       | Le Samaritain    |
| 母 Alcibiades 1927 栗毛 アメリカ                                                                                               | 母の母Regal Roman 1921 栗毛 イギリス                                                                                           | Roi Herode | Roxelane            |                  |
| 母 Alcibiades 1927 栗毛 アメリカ                                                                                               | 母の母Regal Roman 1921 栗毛 イギリス                                                                                           | Lady Cicero | Cicero              | Cicero           |
| 母 Alcibiades 1927 栗毛 アメリカ                                                                                               | 母の母Regal Roman 1921 栗毛 イギリス                                                                                           | Lady Cicero | Ste Claire F-No.8-g |                  |

### 父母について
母アルシバアディーズはケンタッキーオークス馬で、後年になって1929年・1930年のアメリカ最優秀2歳・3歳牝馬として認定された名牝であった。キーンランド競馬場で行われている2歳牝馬限定戦のアルシバイアディーズステークスは、同馬を記念して1952年に創設されたものである。
父ファラモンド（渡米後は「ファラモンドII」と呼ばれる）はイギリスで競走生活を送り、ミドルパークステークスに優勝した馬であった。1928年にアメリカに送られ、同馬のほかにコズミックボム（1944年生、カウディンステークスなど。コスマーの父。）などを送り出している。

## 備考
1. ↑  なお、ブルリーは8着であった。
2. ↑  ただし、ウォーアドミラルはメノウよりも10ポンド（約4.5キログラム）以上重いハンデキャップを背負ってのものである。